# Майер, Марисса
Мари́сса Энн Ма́йер (англ. Marissa Ann Mayer; род. 30 мая 1975, Уосо) — бывший президент и главный исполнительный директор компании «Yahoo!». До этого она долгое время занимала руководящие должности в компании «Google». Она является самым молодым директором компании из списка Fortune 500.

## Ранние годы и образование
Майер родилась 30 мая 1975 года в городе Уосо в штате Висконсин в семье учительницы рисования финского происхождения Маргарет Майер и инженера Майкла Майера. Окончив в 1993 году среднюю школу, Майер была избрана губернатором Висконсина Томми Томпсоном в качестве одного из двух делегатов от штата в Национальный молодёжный научный лагерь в Западной Вирджинии.
Майер с отличием окончила Стэнфордский университет со степенью бакалавра по символьным системам и степенью магистра по информатике со специализацией в области искусственного интеллекта. В 2009 году Иллинойсский технологический институт присвоил Майер почётную степень доктора в знак признания её работы в области поиска.

## Карьера
До Google Майер работала в исследовательской лаборатории UBS (Ubilab) в Цюрихе (Швейцария) и в SRI International в Менло-Парке (штат Калифорния).
Майер пришла в Google в 1999 году, став 21-м сотрудником и первой женщиной-инженером компании. На протяжении 13 лет работы в Google она была инженером, дизайнером, менеджером по продукции и руководителем. Майер занимала ключевые роли в проектах Google Search, Google Images, Google News, Google Maps, Google Books, Google Product Search, Google Toolbar, iGoogle и Gmail. Она также курировала создание главной страницы Google, известной отсутствием лишнего оформления. В последние годы в Google она была вице-президентом по поиску товаров и опыту взаимодействия и вице-президентом по местным сервисам, картам и сервисам местоположения.
16 июля 2012 года Майер была назначена президентом и главным исполнительным директором «Yahoo!». Она также является членом совета директоров компании.
Одним из первых изменений в компании, совершенных Майер, была бесплатная еда.
12 июня 2017 года Марисса Майер ушла из компании в связи с завершением сделки по поглощению Yahoo компанией Verizon. Её доля от сделки составила $186 млн.

## Членство в советах и награды
Майер входит в состав советов директоров компаний Cooper-Hewitt, National Design Museum, New York City Ballet, San Francisco Ballet, Музей современного искусства Сан-Франциско и Walmart.
Майер включалась в ежегодный список 50 самых влиятельных американских женщин в бизнесе журнала Fortune в 2008, 2009, 2010 и 2011 годах под номером 50, 44, 42 и 38 соответственно. В 2008 году, в возрасте 33 лет, она была самой молодой женщиной в списке. Майер была названа одной из женщин года журналом Glamour в 2009 году.

## Личная жизнь
12 декабря 2009 года Майер вышла замуж за инвестора в сфере недвижимости, Захари Бога. 16 июля 2012 года стало известно, что супруги ожидают появления своего первенца-сына 8 октября того же года. Их сын, Макаллистер Бог, родился 30 сентября 2012 года. 10 декабря 2015 года стало известно о рождении у пары дочерей-близняшек — Мариэлл и Силваны Бог.

## Критика
Марисса Майер подвергалась критике со стороны инвестора Yahoo! Эрика Джексона, за нерациональное использование средств компании. В общем, за три года на посту CEO Майер "спалила" 10 млрд. долл. США из капитала компании. За последние годы финансовые показатели компании Yahoo! существенно ухудшились. Прибыль компании за девять месяцев 2015 года сократилась в 90 раз и составила $81 млн.
Майер так же обвиняется в гендерной дискриминации сотрудников-мужчин в компании Yahoo!. Бывший сотрудник Yahoo Скотт Ард (Scott Ard) подал в суд на генерального директора компании Мариссу Майер. Иск гласит, что Майер установила в компании такую систему оценивания производительности сотрудников, которая способствует возникновению у руководства предубеждений против работников мужского пола.